# Новозахарполье
Новозахарполье (бел. Новазахарполле) — посёлок в Оторском сельсовете Чечерского района Гомельской области Беларуси.

## География

### Расположение
В 1 км на северо-запад от Чечерска, 38 км от железнодорожной станции Буда-Кошелёвская (на линии Гомель — Жлобин), 66 км от Гомеля.

### Гидрография
На востоке и западе мелиоративные каналы, соединённые с рекой Чечора (приток реки Сож).

## Транспортная сеть
На автодороге Корма — Чечерск.

## История
Основан в конце XIX века переселенцами из деревни Захарполье (сейчас в составе г. Чечерск). В 1926 году работал почтовый пункт, в Чечерском сельсовете Чечерского района Гомельского округа. В 1929 году организован колхоз. Во время Великой Отечественной войны 3 октября 1943 года оккупанты сожгли 15 дворов и убили 70 жителей. 25 жителей погибли на фронтах. Согласно переписи 1959 года в составе колхоза «Стяг коммунизма» (центр деревня Отор). Планировка состоит из длинной полувыгнутой улицы, ориентированной с юго-запада на северо-восток и застроенной двусторонне, деревянными усадьбами.

## Население

### Численность
- 2004 год — 84 хозяйства, 193 жителя.

### Динамика
- 1926 год — 54 двора, 316 жителей.
- 1940 год — 83 двора, 249 жителей.
- 1959 год — 431 житель (согласно переписи).
- 2004 год — 84 хозяйства, 193 жителя.